# Happy Days - La banda dei fiori di pesco
Happy Days - La banda dei fiori di pesco (The Lords of Flatbush), distribuito in Italia anche col titolo di Brooklyn Graffiti (richiamando così il più noto American Graffiti di George Lucas), è un film del 1974 diretto da Martin Davidson e Stephen Verona ed interpretato da Perry King, Henry Winkler e Sylvester Stallone, quest'ultimo anche co-sceneggiatore della pellicola.

## Trama
Ambientato verso la fine degli anni cinquanta, la storia si impernia su una banda di greasers di Flatbush, un quartiere di Brooklyn (New York), conosciuti come "La banda dei fiori di pesco" (in originale stesso The Lords of Flatbush). I ragazzi passano la vita giocando a biliardo, andando dietro alle ragazze e frequentando un pub. Chico Tyrell, il capo della banda, prova a conquistare Jane, una ragazza di buona famiglia che non vuole avere niente a che fare con lui, mentre l'amico Stanley Rosiello mette incinta la sua ragazza, Frannie, che invece vuole sposarlo.

## Produzione

### Casting
Per il ruolo del protagonista Chico, era stato originariamente scritturato un giovane ed allora semisconosciuto Richard Gere. Ma a causa di forti contrasti e dissapori, durante le riprese e non, con il co-protagonista e co-sceneggiatore Sylvester Stallone, l'attore venne licenziato in tronco. Come poi spiegato in tempi successivi dallo stesso Stallone:

### Riprese
Le riprese del film durarono dal settembre 1972 al dicembre dello stesso anno. Alcune scene furono girate a Stamford, nel Connecticut.

### Budget
Il budget del film fu intorno ai 160.000 dollari.

## Distribuzione
Per problemi di post-produzione e di distribuzione, il film arrivò in sala solo nel 1974, due anni dopo la fine delle riprese.

### Edizione italiana
Nonostante il titolo italiano richiami esplicitamente la serie televisiva Happy Days, il film in realtà non vi ha niente a che vedere. Allo stesso modo il fatto che il personaggio interpretato da Henry Winkler venga identificato col personaggio di Fonzie della summenzionata serie, è dovuto soltanto ad una trovata dell'adattamento italiano (nella versione originale, infatti, il personaggio si chiama Butchey Weinstein).